# ハリソン・フォックス
ハリソン・フォックス（Harrison Fox、2000年11月1日 - ）は、ジャパンラグビーリーグワンリコーブラックラムズ東京に所属するラグビー選手。

## プロフィール
- オーストラリア出身。
- ポジションはロック(LO) フランカー(FL)[1]。
- 身長 199 cm、体重 115 kg。
- U20オーストラリア代表に選ばれたことがある[2]。

## 略歴
レッズアカデミーを経て、2021年、リコーブラックラムズ東京に加入。
2022年2月5日に行われたJAPAN RUGBY LEAGUE ONE第5節トヨタヴェルブリッツ戦にて途中出場でリーグワン公式戦初出場を果たした。